# Miafisismo
Il miafisismo è una dottrina cristologica secondo la quale in Gesù Cristo c'è una sola natura, unica e irripetibile nella storia dell'umanità, formata dall'unione della divinità e dell'umanità, unite e indivisibili tra di loro.
Se il monofisismo professava l'esistenza, in Cristo, di "un'unica natura" (monē physis), quella divina, il miafisismo, che del monofisismo è una forma attenuata, predica sì in Cristo l'umanità e la divinità, ma fuse e inseparabili in "una natura unica" (mia physis).

## Storia
I miafisiti hanno accettato tutte le decisioni dei concili ecumenici fino a quelle di Efeso (431). Con il Concilio di Calcedonia (451), il credo ecumenico ha insistito sulla concezione delle due nature di Cristo. I miafisiti non hanno aderito alla definizione calcedonese, preferendo parlare di «un'unica natura del Dio Logos incarnata» (mia physis tou Theou logou sesarkomenee, secondo le parole del patriarca Cirillo di Alessandria). Quindi la natura di Cristo è unica, ed è frutto dell'unione di quella umana e divina. Tale dottrina si basa sull'idea biblica che ad ogni natura corrisponda una persona. Essendo Cristo una sola Persona della Trinità, Egli deve essere necessariamente di un'unica natura; due nature invece costituirebbero due persone.
Nei decenni successivi le Chiese miafisite si sono allontanate dalle Chiese dell'Impero romano (latina e bizantina). Da allora le Chiese miafisite non sono più in comunione con le altre Chiese della cristianità.

## Cristologia
Il miafisismo si distingue da:
- monofisismo, per cui in Gesù Cristo la natura divina assorbe totalmente quella umana (professato da Eutiche, 378-454);
- nestorianesimo, che afferma che Gesù Cristo è sì sia uomo che Dio (sussistono perciò non solo due nature, ma due persone distinte), ma non ammette la contemporaneità di tali nature (come fu professato da Nestorio, 381 - ca. 451).
- cristianesimo "calcedonese", professato tuttora da cattolici, ortodossi e protestanti), secondo cui in Gesù Cristo vi sono "due nature in una persona", coesistenti «senza confusione, immutabili, indivisibili, inseparabili» (Concilio di Calcedonia, 451).
- arianesimo, che professando la creaturalità del Verbo, nega perciò la consustanzialità del Figlio con il Padre (Ario, 256-336).

## Chiese miafisite moderne

### Egitto
Dopo che Dioscoro fu bandito, l'imperatore Marciano (450-457) fece eleggere al seggio di Alessandria Proterio. Ma questi fu semplicemente ignorato dai fedeli e assassinato nel 457.
Fu invece eletto a Patriarca d'Alessandria, nel 457, Timoteo Eluro. Questa elezione però diede luogo alla creazione di due fazioni contrapposte: i cattolici ortodossi, chiamati melkiti, fedeli all'imperatore, e i monofisiti.
Eluro, con l'aiuto dei monaci cristiani egiziani (d'ora in poi "copti"), fu il fondatore della Chiesa egizia monofisita, detta appunto Chiesa copta; il monachesimo copto, particolarmente legato al Patriarcato di Alessandria sin dall'epoca di Atanasio, ne seguì la scelta di fede.
Il tipo di monofisismo adottato dai copti rifiutò però il concetto espresso da Eutiche di fusione tra le due nature, divina e umana, di Gesù, per favorire un'unione come tra corpo e anima. Per questo la Chiesa copta si autodefinisce miafisita.
Nel periodo 484-519, durante lo scisma provocato dal patriarca di Costantinopoli Acacio, il miafisismo si rinforzò in Egitto, grazie soprattutto a Pietro Mongo, vescovo di Alessandria e successore di Eluro, che accettò lo Henotikon, il documento di compromesso (poi fallito) tra cattolici ortodossi e monofisiti, voluto dall'imperatore Zenone (474-475 e 476-491).
I contrasti col potere centrale bizantino furono quindi esacerbati dalla questione religiosa, tanto che i copti accolsero favorevolmente il dominio degli Arabi quando questi conquistarono l'Egitto nel 642.
Nel 1973 Shenuda III fu il primo papa copto ad incontrarsi con il papa di Roma (all'epoca Paolo VI) dopo più di 1500 anni. Durante la visita i due papi firmarono una dichiarazione comune sulla cristologia e si accordarono sull'istituzione di una commissione congiunta di studio al fine di ricomporre le divergenze esistenti fra le due chiese. Tale commissione tenne riunioni nel 1974, 1975, 1976 e 1978, e poi riprese i lavori nel 1988. Nel 1990 e nel 1991 si tennero gli ultimi (sesto e settimo) incontri, nei quali la parte copta sollevò difficoltà concernenti dottrine cattoliche quali il Filioque e il Purgatorio. Proseguono però gli incontri della Commissione mista internazionale per il dialogo teologico tra la Chiesa cattolica e le Chiese ortodosse orientali, nella quale la Chiesa copta è rappresentata.

### Etiopia
L'Etiopia venne cristianizzata, nel IV secolo, da Frumenzio, diventato vescovo di Axum nel 356. Le resistenze nei confronti della nuova religione furono elevate, e solo nel VI secolo il cristianesimo riprese vigore con l'arrivo dei cosiddetti "Nove Santi", monaci miafisiti giunti in Etiopia, forse per sfuggire alle persecuzioni dei cattolici ortodossi. La Chiesa d'Etiopia è stata, dal V al XX secolo, sotto la diretta influenza della Chiesa copta d'Egitto, da cui tuttavia mantenne sempre indipendenza reale e autonomia ampia, mantenendosi in Etiopia una tradizione autonoma e unica. L'Etiopia non si definisce monofisita ma miafisita, e adora Cristo in un'unica natura, divina e umana. Da quando l'Imperatore Hailé Selassié I ha permesso l'indipendenza della Chiesa etiopica da quella di Alessandria, la Chiesa etiopica superò la fase "copta" e da allora si definisce Tawahedo. Con il termine Tawahedo si indica "l'unità", "l'unificazione" della natura di Cristo (Incarnazione) e quindi anche l'unità della Chiesa Ortodossa d'Etiopia.

### Armenia
Il cristianesimo in Armenia fu introdotto dagli apostoli Taddeo e Bartolomeo. Grazie a san Gregorio Illuminatore, il sovrano Tiridate III nel 301 dichiarò il cristianesimo religione di Stato, mentre un altro santo, Mesrop Mashtots, diede, nel 405, alla nazione l'alfabeto armeno. La Chiesa Armena rimase fino al V secolo sotto l'influenza bizantina, ma durante il Concilio di Calcedonia del 451 gli Armeni ruppero le relazioni, in quanto non condividevano la dottrina della doppia natura di Cristo. Forse non l'ultimo dei motivi di tale rottura è da ricercarsi nell'irritazione dei vescovi armeni, per aver trovato il Concilio già in fase conclusiva, quando, causa inagibilità delle vie di comunicazione, seguita alla crisi dell'autorità romana, giunsero a Calcedonia, più tardi rispetto agli altri delegati. La Chiesa armena rimase fedele invece alla dottrina di Cirillo di Alessandria (370-444), che considerò la natura di Cristo come unica, frutto dell'unione di quella umana e divina. Tale visione teologica, inoltre, fu applicata con varianti locali, anche perché i Persiani, nemici di sempre, proteggevano il nestorianesimo.
I Bizantini cercarono più volte di riportare l'Armenia al Cattolicesimo Ortodosso, e nel 591 l'imperatore Maurizio provocò una scissione interna, facendo nominare un patriarca fedele alla dottrina di Calcedonia. Questa scissione non durò a lungo, e nel 645, al sinodo di Tvin, furono condannate le decisioni di Calcedonia. In quegli anni l'Armenia fu occupata dagli Arabi, che garantirono una certa libertà religiosa.
Oggi si contano circa 3.000.000 di fedeli armeni sparsi per il mondo (Armenia, Medio Oriente, Europa e Americhe: solo in USA i fedeli sono oltre 400.000).